# Werner Stiller (Fußballspieler)
Werner Stiller (* 30. Mai 1922; † 12. August 2005 in Senftenberg) war ein deutscher Fußballtorwart, der bis 1952 in Senftenberg Erstligafußball bestritt.

## Sportliche Laufbahn
Über Stillers sportliche Aktivitäten vor 1949 liegen keine Informationen vor. Erst als die Betriebssportgemeinschaft (BSG) „Franz Mehring“ aus dem Senftenberger Ortsteil Marga das Finale um die Brandenburger Fußballmeisterschaft erreicht hatte, wurden auch die Aufstellungen der BSG Marga veröffentlicht. Zur Ermittlung des Meisters mussten drei Spiele ausgetragen werden, da die ersten beiden Partien unentschieden ausgingen. Im entscheidenden dritten Spiel unterlagen die Senftenberger der SG Babelsberg mit 1:2. Als Torwart des Vizemeisters wurde der knapp 27-jährige Werner Stiller erwähnt.
Mit der Brandenburger Vizemeisterschaft qualifizierte sich die BSG Marga für die Fußball-Liga des Deutschen Sportausschusses, die als höchste Spielklasse in der Sowjetischen Besatzungszone 1949 ins Leben gerufen worden war. In den ersten beiden Spielzeiten spielte Werner Stiller keine Rolle, denn die jüngeren Werner Schwarick und Johannes Lawecki wurden zu neuen Stammtorhütern. Lediglich in den Spielzeiten 1951/52 und 1952/53 ersetzte Stiller den acht Jahre jüngeren Lawecki für jeweils ein Spiel.